# Антикризові комунікації
Антикр́изові комуніќації — комплекс комунікативних заходів, спрямованих на прогнозування, недопущення, подолання, а також регулювання наслідків кризи.
Тімоті Кумбс, фахівець з антикризової комунікації, визначає кризу як «непередбачувана подія, яке ставить під загрозу взаємини з зацікавленими сторонами і може серйозно вплинути на продуктивність організації». А кризову комунікацію характеризує як «збір, обробку і поширення інформації, необхідної для виходу з кризової ситуації».
Три елемента об'єднують кризи:
1) загроза репутації;
2) елемент несподіванки;
3) обмежений час для прийняття рішення.

## Історія
Потреба в проведенні антикризових комунікацій виникла в 1980-х рр., Коли почастішали випадки великих промислових і екологічних катастроф. В цей же час був сформований перелік дій, яких рекомендують дотримуватися при проведенні антикризової комунікації. Найбільш яскравою вважається кризова ситуація, що трапилася в компанії «Джонсон і Джонсон» в 1982 р. Хтось підсипав ціаністий калій в препарат «Тайленол», успішно розповсюджуваний протягом десятиліть. В результаті померли 7 осіб. Криза стала хрестоматійна і визначила стандарти управління кризовими ситуаціями («Правила Тайленола»).

## Типи криз
Важливо правильно визначити тип кризи, оскільки від нього залежить вибір антикризової стратегії.
Отто Лербінгер виділяє наступні типи криз:
- природна криза
- технологічна криза
- конфронтаційна криза
- криза зловмисної поведінки
- криза в результаті обману
- криза перекручених цінностей управління
- криза неправомірної поведінки керівництва

### Природна криза
Природна криза відбувається в результаті стихійних лих, що загрожують життю, майну і навколишньому середовищу. До них відносяться такі екологічні явища, як землетруси, виверження вулканів, торнадо та урагани, повені, зсуви, цунамі, урагани та ін.
Приклад: Землетрус в Індійському океані в 2004 році.

### Технологічна криза
Технологічні кризи викликані застосуванням технічних нововведень. Технологічні аварії виникають, коли техніка стає некерованою і веде до неполадок в системі. Деякі технологічні кризи відбуваються через помилки людей.
Приклади: Аварія на Чорнобильській АЕС, Розлив нафти з танкера Ексон Вальдез.

### Конфронтаційна криза
Конфронтаційна криза виникає, коли незадоволені особи, та / або групи намагаються вплинути на організації або владні структури, щоб домогтися визнання своїх вимог. Поширені типи конфронтаційної кризи — бойкоти, ультиматуми представникам влади, блокада або окупація будівель, опір або непокір поліції.

### Криза зловмисної поведінки
Кризи зловмисної поведінки викликані кримінальними або екстремістськими діями з боку певних груп, що виражають ворожість по відношенню до компанії, країні або економічній системі, можливо, з метою її дестабілізації і знищення. До подібної кризи можна віднести викрадення людей, поширення зловмисних чуток, тероризм і шпигунство.
Приклад: Чиказький отруйник.

### Криза в результаті обману
Криза обману відбувається через приховування або спотворення керівництвом інформації про себе і своєї продукції.

### Криза перекручених цінностей управління
Криза перекручених цінностей управління виникає, коли менеджери віддають перевагу короткостроковим економічним вигодам і нехтують соціальними цінностями.  Імовірність настання цієї кризи велика, якщо організація фокусується на інтересах акціонерів та ігнорує інтереси інших зацікавлених сторін.

### Кризанеправомірної поведінкикерівництва
Деякі кризи викликані не тільки спотвореними цінностями, а й навмисної аморальністю і незаконністю.

## Функції антикризової комунікації

### Внутрішня
Підтримка всередині організації високого рівня згуртованості, впевненості в успіху.

### Зовнішня
Взаємодія з громадськістю та зацікавленими сторонами. Забезпечення підтримки ЗМІ, представників влади, політичних і ділових кіл, споживачів товарів (послуг) і так далі.

## Етапи антикризової комунікації
- Докризовий етап (планування, виявлення ризиків і робота з ними).
- Стадія кризи (відповідь на кризову ситуацію).
- Посткризовий етап (відбувається після того, як криза була врегульована).

Антикризова комунікація має на увазі роботу з погрозами до, під час і після того, як вони відбулися. Важливо починати антикризову комунікацію до настання кризи, це дозволить знизити збиток від несприятливої події і навіть запобігти інциденту, який може перерости в кризу.

## Антикризова програма
Розробка антикризової програми є основою антикризової комунікації. Дана програма являє собою заздалегідь розроблений план дій на випадок виникнення кризи.
Антикризовий план містить як мінімум 4 основні частини:
- Перерахування можливих ризиків.
- Вибір стратегії поведінки для кожної конкретної проблеми.
- Деталізований сценарій дій.
- Формування команди, яка ці дії втілює.

Як правило, антикризова програма також містить такі відомості: принципи взаємини зі ЗМІ, правила і типові помилки при спілкуванні з журналістами, зразки PR-текстів (прес-релізи, внутрішні документи та ін.) тощо.

## Приклади антикризової комунікації
- Справа чиказького отруйника — 1982 & 1 986[6]
- Розлив нафти з танкера Ексон Вальдез — 1989[7]
- Шприц в банку Pepsi — 1993
- Доміно'c — криза на YouTube — 2009[8]
- Вибух нафтової платформи Deepwater Horizon — 2010[9] [10]